# Audubon County
Das Audubon County ist ein County im US-amerikanischen Bundesstaat Iowa. Im Jahr 2020 hatte das County 5674 Einwohner und eine Bevölkerungsdichte von 4,9 Einwohnern pro Quadratkilometer. Der Verwaltungssitz (County Seat) ist Audubon.

## Geografie
Das County liegt westsüdwestlich des geografischen Zentrums von Iowa. Es hat eine Fläche von 1149 Quadratkilometern, wovon ein Quadratkilometer Wasserfläche ist. Es grenzt an folgende Nachbarcountys:
| Crawford County | Carroll County |                |
| Shelby County   |                | Guthrie County |
|                 | Cass County    | Adair County   |

## Geschichte

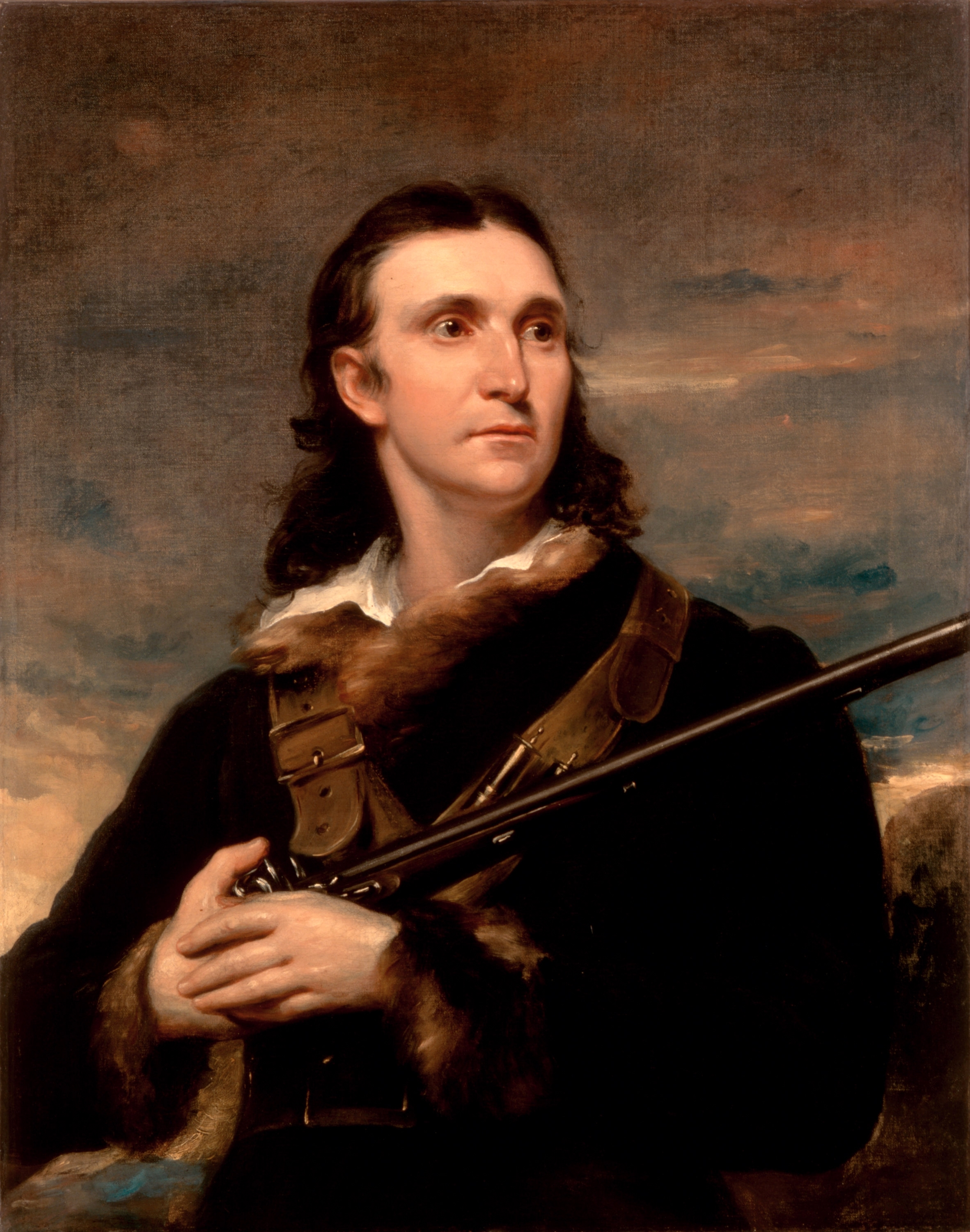
Audubon

Das Audubon County wurde am 15. Januar 1851 aus Teilen des Pottawattamie County gebildet. Benannt wurde es nach John James Audubon (1785–1851), einem aus Haiti stammenden Ornithologen und Zeichner.

Das Gerichtsgebäude des Audubon County in der gleichnamigen Stadt wurde 1940 eröffnet.

## Bevölkerung
Nach der Volkszählung im Jahr 2010 lebten im Audubon County 6.119 Menschen in 2731 Haushalten. Die Bevölkerungsdichte betrug 5,3 Einwohner pro Quadratkilometer. In den 2731 Haushalten lebten statistisch je 2,19 Personen.
Ethnisch betrachtet setzte sich die Bevölkerung zusammen aus 98,6 Prozent Weißen, 0,2 Prozent Afroamerikanern, 0,1 Prozent amerikanischen Ureinwohnern, 0,4 Prozent Asiaten sowie aus anderen ethnischen Gruppen; 0,6 Prozent stammten von zwei oder mehr Ethnien ab. Unabhängig von der ethnischen Zugehörigkeit waren 0,6 Prozent der Bevölkerung spanischer oder lateinamerikanischer Abstammung.
22,3 Prozent der Bevölkerung waren unter 18 Jahre alt, 55,6 Prozent waren zwischen 18 und 64 und 22,1 Prozent waren 65 Jahre oder älter. 51,8 Prozent der Bevölkerung war weiblich.
Das jährliche Durchschnittseinkommen eines Haushalts lag bei 45.280 USD. Das Prokopfeinkommen betrug 23.957 USD. 10,0 Prozent der Einwohner lebten unterhalb der Armutsgrenze.

## Ortschaften im Audubon County
Citys
| - Audubon - Brayton - Exira | - Gray - Kimballton |

Unincorporated Communities
| - Fiscus - Hamlin - Oakfield | - Ross - Sharon |

## Gliederung
Das Audubon County ist in 12 Townships eingeteilt:
| Township         | Einwohner (2010) | FIPS     |
| ---------------- | ---------------- | -------- |
| Audubon Township | 212              | 19-90093 |
| Cameron Township | 135              | 19-90453 |
| Douglas Township | 135              | 19-91026 |
| Exira Township   | 1178             | 19-91260 |
| Greeley Township | 170              | 19-91728 |
| Hamlin Township  | 252              | 19-91815 |

| Township          | Einwohner (2010) | FIPS     |
| ----------------- | ---------------- | -------- |
| Leroy Township    | 2496             | 19-92418 |
| Lincoln Township  | 285              | 19-92523 |
| Melville Township | 117              | 19-92910 |
| Oakfield Township | 314              | 19-93153 |
| Sharon Township   | 584              | 19-93825 |
| Viola Township    | 166              | 19-94362 |